# Nazionale olimpica di calcio della Spagna
La nazionale olimpica di calcio della Spagna è la selezione calcistica della Spagna che rappresenta l'omonimo paese ai Giochi olimpici. È posta sotto l'egida della Federazione calcistica della Spagna.
Ha vinto l'oro ai Giochi olimpici del 1992 (disputati a Barcellona) e del 2024 e l'argento ai Giochi olimpici del 2000 e del 2021.

## Partecipazioni ai tornei internazionali
Nota bene: come previsto dai regolamenti FIFA, le partite terminate ai tiri di rigore dopo i tempi supplementari sono considerate pareggi.

### Giochi olimpici
| Anno | Luogo             | Piazzamento      | V | N | P | Gol  |
| ---- | ----------------- | ---------------- | - | - | - | ---- |
| 1952 | Helsinki          | Non partecipante | - | - | - | -    |
| 1956 | Melbourne         | Non partecipante | - | - | - | -    |
| 1960 | Roma              | Non partecipante | - | - | - | -    |
| 1964 | Tokyo             | Non qualificata  | - | - | - | -    |
| 1968 | Città del Messico | Quarti di finale | 2 | 1 | 1 | 4:2  |
| 1972 | Monaco di Baviera | Non qualificata  | - | - | - | -    |
| 1976 | Montréal          | Primo turno      | 0 | 0 | 2 | 1:3  |
| 1980 | Mosca             | Primo turno      | 0 | 3 | 0 | 2:2  |
| 1984 | Los Angeles       | Non qualificata  | - | - | - | -    |
| 1988 | Seul              | Non qualificata  | - | - | - | -    |
| 1992 | Barcellona        | Oro              | 6 | 0 | 0 | 14:2 |
| 1996 | Atlanta           | Quarti di finale | 2 | 1 | 1 | 5:7  |
| 2000 | Sydney            | Argento          | 4 | 1 | 1 | 12:6 |
| 2004 | Atene             | Non qualificata  | - | - | - | -    |
| 2008 | Pechino           | Non qualificata  | - | - | - | -    |
| 2012 | Londra            | Primo turno      | 0 | 1 | 2 | 0:2  |
| 2016 | Rio de Janeiro    | Non qualificata  | - | - | - |      |
| 2020 | Tokyo             | Argento          | 3 | 2 | 1 | 9:5  |
| 2024 | Parigi            | Oro              | 5 | 0 | 1 | 16:8 |

## Palmarès
- Giochi olimpici:

 Oro olimpico: 2  (Barcellona 1992, Parigi 2024)
 Argento olimpico: 2  (Sydney 2000, Tokyo 2020)

## Tutte le rose
Calcio ai Giochi Olimpici Estivi 19681 Mendieta, 2 Mora, 3 Benito, 4 Espíldora, 5 Chufi, 6 Ochoa, 7 Sala, 8 Asensi, 9 Ciáurriz, 10 Igartua, 11 Jaén, 12 Alfonseda, 13 Crispi, 14 Barrios, 15 Juan, 16 Garzón, 17 Grande, 18 Ortega, 19 Ortuño, CT: Santamaría
Calcio ai Giochi Olimpici Estivi 19761 Arconada, 2 I. San José, 3 Camus, 4 F. Sanjosé, 5 Pulido, 6 Sánchez, 7 Juanito, 8 Saura, 9 Idígoras, 10 Vitoria, 11 Esteban, 12 Cundi, 13 Manzanedo, 14 Olmo, 15 Bermejo, 16 Mir, 17 Juani, CT: Kubala
Calcio ai Giochi Olimpici Estivi 19801 Joaquín, 2 Alonso, 3 Buyo, 4 de Andrés, 5 Juanito, 6 Gajate, 7 Ángel González, 8 Güerri, 9 David, 10 Víctor, 11 Urbano, 12 Espinosa, 13 Quique Ramos, 14 Rincón, 15 Agustín, 16 Urquiaga, 17 Zúñiga, CT: Santamaría
Calcio ai Giochi Olimpici Estivi 19921 Cañizares, 2 Ferrer, 3 Lasa, 4 Solozábal, 5 López, 6 Villabona, 7 Amavisca, 8 Luis Enrique, 9 Guardiola, 10 Abelardo, 11 Manjarín, 12 Paqui, 13 Toni, 14 Vidal, 15 Soler, 16 Miguel, 17 Berges, 18 Pinilla, 19 Kiko, 20 Alfonso, CT: Miera
Calcio ai Giochi Olimpici Estivi 19961 Mora, 2 Mendieta, 3 Aranzábal, 4 Navarro, 5 Santi, 6 Óscar, 7 Raúl, 8 Roberto, 9 Corino, 10 José Ignacio, 11 Idiakez, 12 Karanka, 13 Aizkorreta, 14 Morientes, 15 de la Peña, 16 Lardín, 17 Sietes, 18 Dani, CT: Clemente
Calcio ai Giochi Olimpici Estivi 20001 Aranzubía, 2 Lacruz, 3 Capdevila, 4 Marchena, 5 Unai, 6 Albelda, 7 Angulo, 8 Xavi, 9 José Mari, 10 Gabri, 11 Ferrón, 12 Puyol, 13 Luque, 14 Amaya, 15 Ismael, 16 Toni, 17 Tamudo, 18 Felip, CT: Sáez
Calcio ai Giochi Olimpici Estivi 20121 de Gea, 2 Azpilicueta, 3 Domínguez, 4 J. Martínez, 5 I. Martínez, 6 Jordi Alba, 7 Adrián, 8 Muniain, 9 Rodrigo, 10 Mata, 11 Koke, 12 Montoya, 13 Botía, 14 Romeu, 15 Isco, 16 Tello, 17 Herrera, 18 Mariño, CT: Milla
Calcio ai Giochi Olimpici Estivi 20201 Simón, 2 Mingueza, 3 Cucurella, 4 Torres, 5 Vallejo, 6 Zubimendi, 7 Asensio, 8 Merino, 9 Mir, 10 Ceballos, 11 Oyarzabal, 12 García, 13 Fernández, 14 Soler, 15 Moncayola, 16 Pedri, 17 Puado, 18 Ó. Gil, 19 Olmo, 20 Miranda, 21 B. Gil, 22 Villar, CT: de la Fuente
Calcio ai Giochi Olimpici Estivi 20241 Tenas, 2 Pubill, 3 Miranda, 4 E. García, 5 Cubarsí, 6 Barrios, 7 D. López, 8 Turrientes, 9 Ruiz, 10 Baena, 11 Fermín, 12 Pacheco, 13 J. García, 14 Oroz, 15 Gutiérrez, 16 Bernabé, 17 S. Gómez, 18 Omorodion, 19 Mosquera, 20 Sánchez, 21 Camello, 22 Iturbe, CT: Denia
NOTA: Per le informazioni sulle rose precedenti al 1952 visionare la pagina della Nazionale maggiore.